# Halbaddierer

Schaltsymbol

Schaltsymbol nach DIN 40900

Aufbau Halbaddierer mit Und und XOR

Aufbau Halbaddierer aus Invertern, Und- und Oder-Gattern

Ein Halbaddierer (engl. half adder) ist ein Schaltnetz, das üblicherweise als digitale Schaltung realisiert wird. Er besteht aus zwei Eingängen und zwei Ausgängen. Mit einem Halbaddierer kann man zwei einstellige Binärzahlen addieren. Dabei liefert der Ausgang s (engl. sum – „Summe“) die rechte und der Ausgang c (engl. carry – „Übertrag“) die linke Stelle des Ergebnisses.
Die folgende Wahrheitstabelle zeigt die Funktionsweise eines Halbaddierers:
| x | y | Übertrag c | Summe s |
| - | - | ---------- | ------- |
| 0 | 0 | 0          | 0       |
| 0 | 1 | 0          | 1       |
| 1 | 0 | 0          | 1       |
| 1 | 1 | 1          | 0       |

Das entspricht den Gleichungen
{\displaystyle c=x\land y}
und
{\displaystyle s=x\mathbin {\underline {\lor }} y=x\oplus y=(x\land \lnot y)\lor (\lnot x\land y)}.
Dabei bezeichnet das Symbol {\displaystyle {\underline {\lor }}} oder das in der Literatur ebenfalls gebräuchliche {\displaystyle \oplus } die XOR-Verknüpfung („exklusiv-oder“). Die XOR-Verknüpfung wird daher umgangssprachlich auch als übertragslose Addition bezeichnet.
In der oberen Abbildung ist eine einfachere Umsetzung dargestellt, bei der für den Ausgang s ein Exklusiv-Oder-Gatter verwendet wird. Die untere Abbildung zeigt den Aufbau eines Halbaddierers unter ausschließlicher Verwendung von Und- sowie Oder-Gattern. Die benötigte XOR-Verknüpfung wird dabei durch eine Verschaltung von zwei Und-Gattern mit einem Oder-Gatter umgesetzt.  
Halbaddierer sind häufig Bestandteil von Mikroprozessoren. Ebenso kann diese Logikfunktion in einem programmierbaren Logikbaustein (PLD), einem FPGA oder einem ASIC als Teil einer Gesamtschaltung realisiert werden. Mit diskreten Logikbauelementen wird diese Schaltungsfunktion heute kaum mehr realisiert, da mit diesen Bauelementen die erforderlichen meist hohen Taktfrequenzen nicht erreicht werden können und der Schaltungsaufwand für den Aufbau und die Verdrahtung viel zu groß ist.
Aus zwei Halbaddierern und einem zusätzlichen Oder-Gatter kann ein Volladdierer aufgebaut werden.
Der Halbaddierer wird in Kombination mit Volladdierern zum Aufbau von Addiernetzen verwendet.